# 約翰·薩通
約翰·薩通（英語：John Sutton；1984年11月5日—）是一位澳大利亞橄欖球運動員。他是澳大利亞國家橄欖球隊的一員，代表英格蘭參加過國際橄欖球比賽。